# Dicraeus nartshukae
Dicraeus nartshukae är en tvåvingeart som beskrevs av Kanmiya 1971. Dicraeus nartshukae ingår i släktet Dicraeus och familjen fritflugor. Inga underarter finns listade i Catalogue of Life.